# BVG G
BVG G는 베를린 지하철의 소형 규격용 차량으로, 동독에서 신규 개발된 유일한 차량이다. 2015년 12월 이전에는 U2 노선에서만 운행했으며, 그 이후부터는 U1, U2, U3 노선에서 운행한다.

## 개발

### 기젤라와 구스타프
대형 규격 노선인 E선(현재의 U5)에는 베를린 S반의 차량을 개조한 EIII 전동차를 투입하여 운행했으나, A선(현재의 U2)에는 2차 세계 대전 이전에 생산된 AI 및 AII 차량이 전쟁 이후에도 운행되었다. 1970년대에 이미 차령이 70년에 달했고 설계 수명의 한계에 도달하고 있었다.
소형 규격 차량은 작은 차량한계에 맞추어야 했기 때문에 과거 S반에 사용했던 275형 차량의 개조나 소련 메트로바곤마시에서 소련 규격으로 신규 차량 조달은 불가능했다. 따라서 동베를린 BVB에서는 자체적으로 차량을 개발해야 했다. 1974년 헤니히스도르프 소재 LEW 한스 바임러에 차량 개발을 위탁했다. 1975년 G형 시제차를 인도했다. 독일어 통화표의 G에 해당하는 구스타프(Gustav)라는 별명으로 불렸다. BVB에서 인도받은 이후 다양한 시험 운행을 거쳤고, 1975년 라이프치히 신년박람회에서 전시되었다.
서베를린에서 운행한 A3형 차량과 비슷하게 모든 대차는 동력 대차였다. 2량 편성 전동차는 각각 편성이 선두차와 부수차 형태로 구성되었다. 선두차에는 운전대가 설치되어 있었으나 부수차에는 운전대가 없었다. 따라서 영업 운행에 실제로 사용하려면 최소한 2편성을 병결한 4량 열차로 운행해야 했다.
시제차가 A선에서 운행하는 동안 여러 문제가 발견되었으며, 이는 양산차에도 반영되었다. 구스타프 시제차는 1979년에 운행을 중단했으며, 이후에 양산형 GI와 동일한 전장품으로 개수되었으며, 1993년에 운행을 중단하고 1997년에 폐차되었다.
시제차에서 얻은 경험을 기반으로 양산형 차량 GI가 개발되었다. 이 차량은 기젤라(Gisela)라는 별명이 붙었다. 양산차와 시제차는 전두부부터 달랐다. 시제차에서는 EIII 열차처럼 전조등과 후미등을 배치했으나, 양산차에서는 전조등과 후미등을 일렬로 배치했다. 측면과 전면 창문의 높이와 너비가 커졌다. 1978년부터 양산형 차량의 반입이 시작되었고, 반입 목표는 2차 대전 이전에 생산된 구형 차량인 AI 및 AII형을 1984년까지 대체하는 것이었다.
1983년 수출 의무 때문에 2량 편성 10편성이 아테네 지하철로 인도되었다. 그러나 아테네 지하철은 더 큰 차량을 사용했기 때문에 차량 한계를 보정하기 위해서 발빠짐 방지판(Blumenbretter)을 설치해야 했고, 높이를 더 높여야 했다. 이 차량은 GII형으로 불렸으나, 1985년에 동베를린으로 반환되었고 아테네 지하철 운행을 위한 조정을 원래대로 되돌린 다음 GI형에 편입되었다. 그 대신 아테네에는 G형 전동차와 유사하게 MAN에서 개발하고 LEW에서 제조한 GIII형 전동차가 대신 수출되었다. 이 차량은 독일 내부에서 사용되지 않았다. 동독은 수출을 통한 외화 확보를 우선시했기 때문에 AI와 AII의 퇴역보다 더 우선시되었고, 1984년으로 예정되었던 이들 차량의 완전 퇴역도 더 연기되었다.
아테네 수출용 차량이 완성된 후 1986년 이후 생산분은 기술적인 개선을 거쳐서 GI/1형으로 명명되었다. 이 차량은 1989년까지 반입이 완료되었고, 그 해 11월 5일이 되어서야 AI와 AII 차량이 완전히 퇴역했다. 퇴역 당시 차령은 이미 80년을 초과했다.

### 통일 후
독일 통일 시점에 2량 편성 119편성이 운행 중이었다. 소형 규격 A선(1990년 이후 U2)에는 이미 차량이 충분했으며 비상 상황을 대비해서 추가 주문한 여유 차량이 상당수 있었다. 1972년 베를린 알렉산더플라츠역에서 터널 화재가 발생한 후 유치선에 있었던 14량의 철도 차량이 완전히 전소되는 등 사고가 발생한 적이 있었다.
U2 노선에서 차량이 계속 사용되었으며, 과거의 U15(현재의 U1) 노선에서도 종종 사용되었다. 그러나 차량의 결함 때문에 종종 운행이 중단되기도 했다. BVG는 동독제 차량을 더 이상 사용하지 않으려고 했으며, A3L.92 차량을 증산하려고 했지만 G 차량을 완전히 대체할 수는 없었다. 결국 여유 차량은 평양 지하철도로 매각하기로 급하게 결정되었다. 조선민주주의인민공화국으로 매각이 결정된 차량은 GI 차량 60편성(아테네로 수출되었던 GII 차량 10편성 포함) 외에도 U5에서 운행했던 D 차량 108편성이 있었다. 독일에서 비스마르항을 통해서 북한으로 배송되었으며, 차량 한계에 맞게 다시 발빠짐 방지판이 장착되었다. 북한으로 수출된 차량은 2001년에 지상에서 운행할 수 있도록 개조되었다. 다시 말해, 평양 지하철도에서 조선민주주의인민공화국 철도성으로 이적되었다. 이 과정에서 팬토그래프와 원래 입력 전압인 직류 750V 전압에 맞추는 변압기가 추가 장착되었다. 주로 2편성이 병결 운행하여 4량 편성으로 운행했으며, 일부 운전실이 없는 객차에는 추가 운전대가 설치되었다. 이 과정에서, 500형이라는 형식 번호를 부여받았다.
BVG는 GI/1 차량을 1997년부터 개수하기 시작했다. 안내 방송 시스템이 장착되었고, 좌석은 인조 가죽에서 파손 방지형 좌석으로 교체되었으며, 출입문 손잡이는 버튼으로 교체되었고, 1인 승무 운행이 가능하도록 대비되었다. 이 과정에서 최고 속도가 원래 최고 속도였던 70 km/h에서 62 km/h로 조정되었다.
2000년 7월 8일 러브 퍼레이드 도중 도이체 오퍼역에서 발생한 화재로 GI 차량이 전소되었다. BVG에서는 화재 원인으로 차량을 지목했기 때문에 2001년 12월까지 모든 GI 차량의 운행을 중단했고, 추가 개수를 거쳐서 영업 운전에 다시 투입했다.
BVG는 나머지 차량을 2004년부터 다시 개수하기 시작했다. BVG의 기업 디자인을 따라서 내장재를 개수했으며, 유모차나 휠체어를 주차할 수 있는 다목적 공간이 설치되었다. 또한 2량 편성 2편성을 영구적으로 변경하여 최소 운행 단위를 4량 편성으로 재조정했다. 이는 BVG HK와 유사했기 때문에 영구 병결된 4량 편성에는 새로운 번호가 할당되었다. 개수 당시 차량은 약 20년이었으나, 운전대와 같은 일부 부품은 더 오래된 DL 차량에 있었던 40년 전에 생산된 부품으로 대체되었다. 개조를 마친 첫 편성은 2005년 10월 25일 최초로 공개되었다.
2015년/2016년 시간표 변경 이후 2015년 12월 13일부터 U1 노선에도 추가 운행하기 시작했다. 2020년/2021년 시간표 변경 이후 2020년 12월 13일부터 U1 노선에서의 운행이 중단되었다.
2021년 초여름부터 U2 외에도 U3 노선에서 정규 운행을 하고 있다.

## 차량 구조

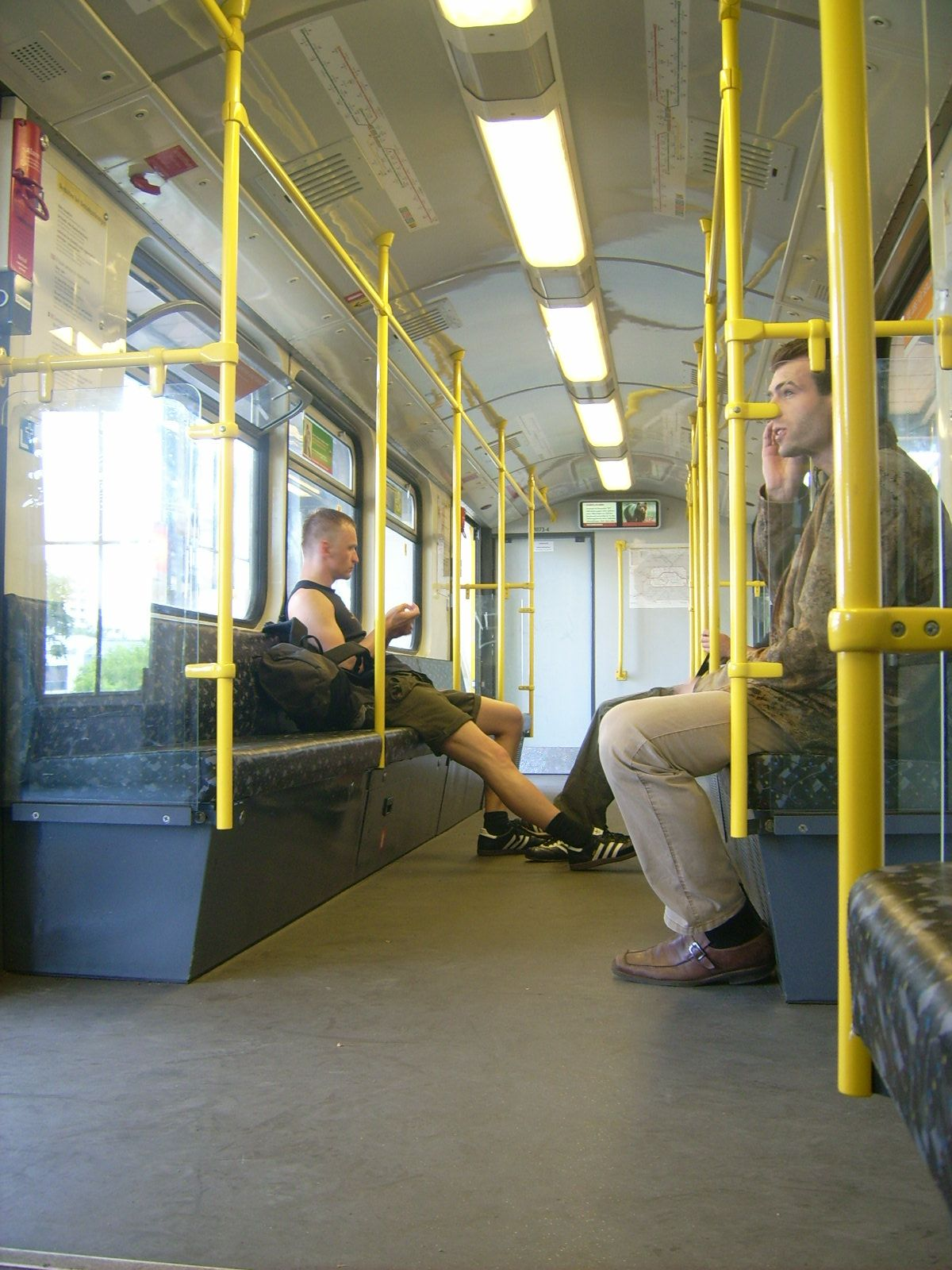
GI/1E 열차 내부. BVG 기업 디자인에 맞춘 밝은 노랑색 손잡이와 어두운 좌석이 특징이다.

GI/1 차량은 영구 병결된 차량 2량으로 구성되어 있다. 차체는 경량 알루미늄 압출재로 만들어졌다. 차체 측면에는 알루미늄 비드가 돌출되어 있다.
2량 편성당 운전실은 한 개였기 때문에 각각 차량은 GIa, GIb로 구분되었다. 정규 운행 시 최소 4량 편성으로 운행했기 때문에 보조 운전대가 설치되지 않았다. 보조 운전대가 없는 차량은 자체적으로 출입문 개방이 불가능하기 때문에 한 쪽 끝 벽에는 비상 탈출구가 설치되어 있으며, 지하철에서 사용되는 삼각형 열쇠로 잠겨 있다.
차량 크기는 AI와 AII형 전동차와 유사하지만, 압축 공기식 슬라이딩 출입문은 각 면에 2개씩만 장착되어 있으며, 개수가 적음을 보완하기 위해서 출입문 너비는 1200 mm로 설계되었다. 제작 당시에는 기계식 출입문 손잡이로 출입문을 개방할 수 있었으며, 이는 간선철도의 2층 객차 및 S반용 270형 전동차의 시제차에도 사용되었다. 여는 것은 수동이며 닫는 것은 자동이다.
주행 23단, 제동 22단으로 제어기가 구성되어 있다. 각 대차에는 가로 방향으로 전동기가 설치되어 있으며, 퀼 구동을 통해서 양쪽 차축을 구동한다. 대차는 강철 용접 구조이며 금속 고무 스프링으로 지지된다. 2량 편성의 양쪽 끝 대차의 양쪽으로 제3궤조 집전장치가 장착되어 있다.
제동 장치로는 발전제동, 모든 차축에 작용하는 압축 공기식 디스크제동, 저항제동, 주박용 공기제동이 장착되어 있다.

## 세대별 구분
시제차를 포함하여 총 2량 편성 123편성이 생산되었다. 일부 차량은 아테네와 평양에서 사용되었다. 아래 표는 각각 세대별 구분이다. BVG의 2004년 개수 작업 당시 별개의 두 편성을 모아서 4량 편성으로 재조합되었기 때문에 일괄적으로 표에 표기하지 않았다.
모든 편성에서 앞에 있는 번호는 a차, 뒤에 있는 번호는 b차의 번호이다.
| 형식 | 제작 연도 | 아테네          | BVB                             | BVG(개정 이전)  |
| ---- | --------- | --------------- | ------------------------------- | --------------- |
| G    | 1974년    |                 | 135 750-135 756 135 751-135 757 | 499-493 498-492 |
| GI   | 1978년    |                 | 135 758-135 772 135 759-135 773 | 491-477 490-476 |
| GI   | 1979년    |                 | 135 774-135 778 135 775-135 779 | 475-471 474-470 |
| GI   | 1979년    |                 | 135 782-135 794 135 783-135 795 | 469-457 468-456 |
| GI   | 1980년    |                 | 135 796-135 832 135 797-135 833 | 455-419 454-418 |
| GI   | 1980년    |                 | 135 836 135 837                 | 417 416         |
| GI   | 1981년    |                 | 135 838-135 852 135 839-135 853 | 415-401 414-400 |
| GI   | 1982년    |                 | 135 854-135 856 135 855-135 857 | 399-397 398-396 |
| GI   | 1983년    |                 | 135 858-135 862 135 859-135 863 | 395-391 394-390 |
| GII  | 1983년    | 102 202         | 135 866 135 867                 | 389 388         |
| GII  | 1983년    | 104-107 204-207 | 135 870-135 876 135 871-135 877 | 387-381 386-380 |
| GII  | 1983년    | 108 201         | 135 878 135 879                 | 379 378         |
| GII  | 1983년    | 109-112 209-212 | 135 880-135 886 135 881-135 887 | 377-371 376-370 |
| GI/1 | 1987년    |                 | 135 896-135 898 135 897-135 899 | 369-367 368-366 |
| GI/1 | 1988년    |                 | 135 900-135 938 135 901-135 939 | 365-327 364-326 |
| GI/1 | 1989년    |                 | 135 940-135 998 135 941-135 999 | 325-267 324-266 |

## 사진

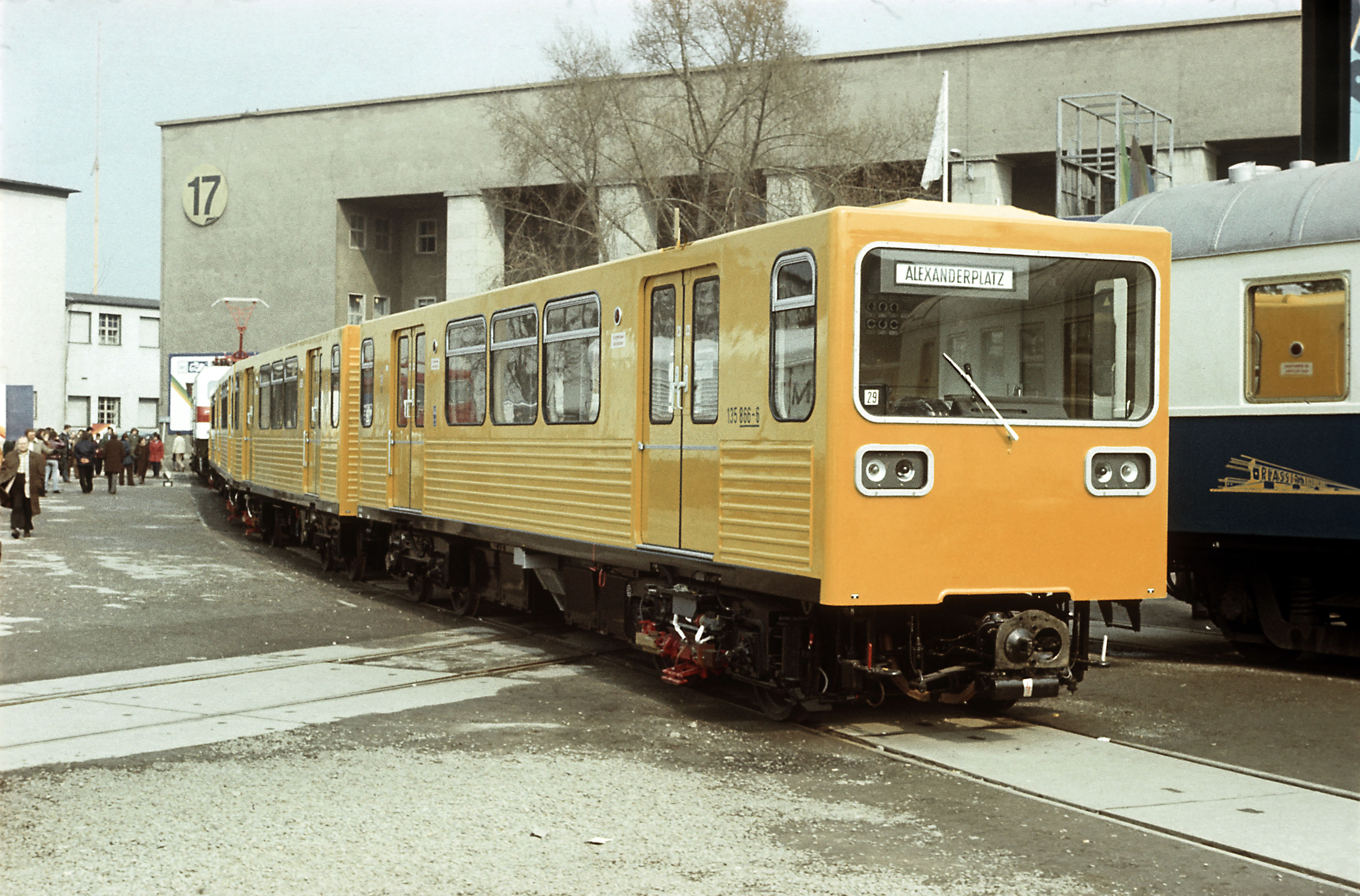
1982년 라이프치히 신년박람회에 전시된 GI 양산형 열차
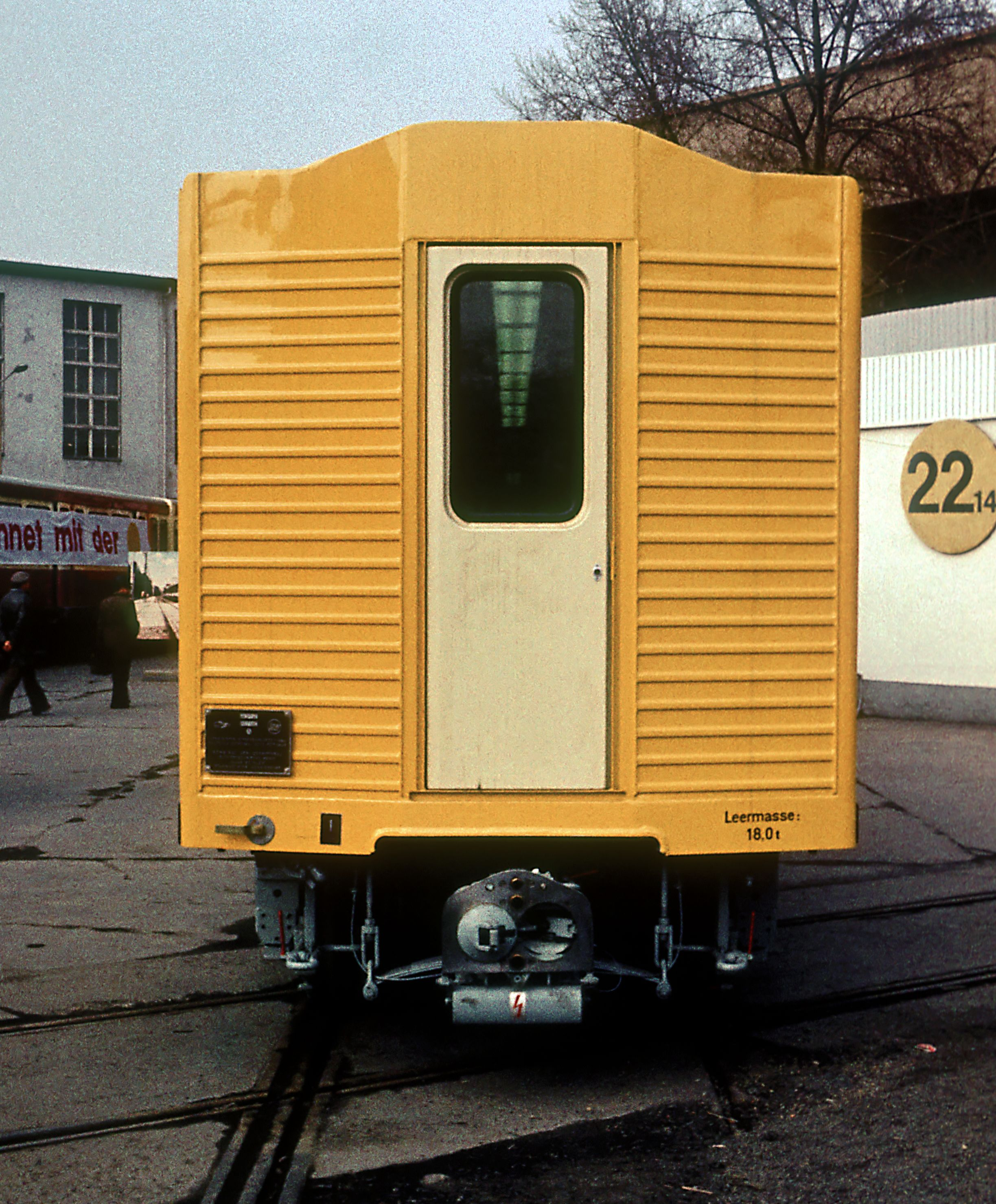
1980년 라이프치히 신년박람회에 전시된 운전석이 없는 객차
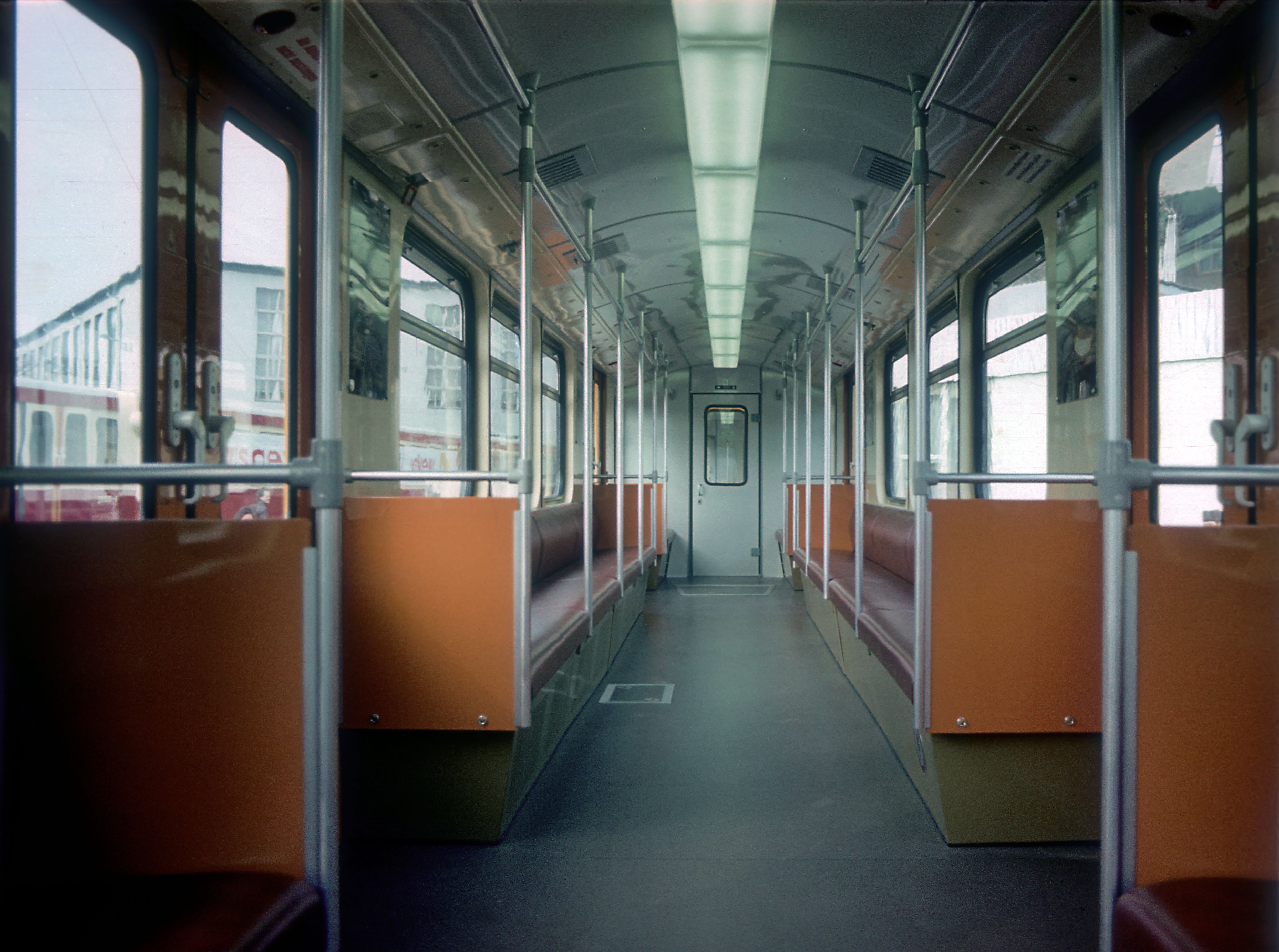
내장재, 1980년 라이프치히 신년박람회
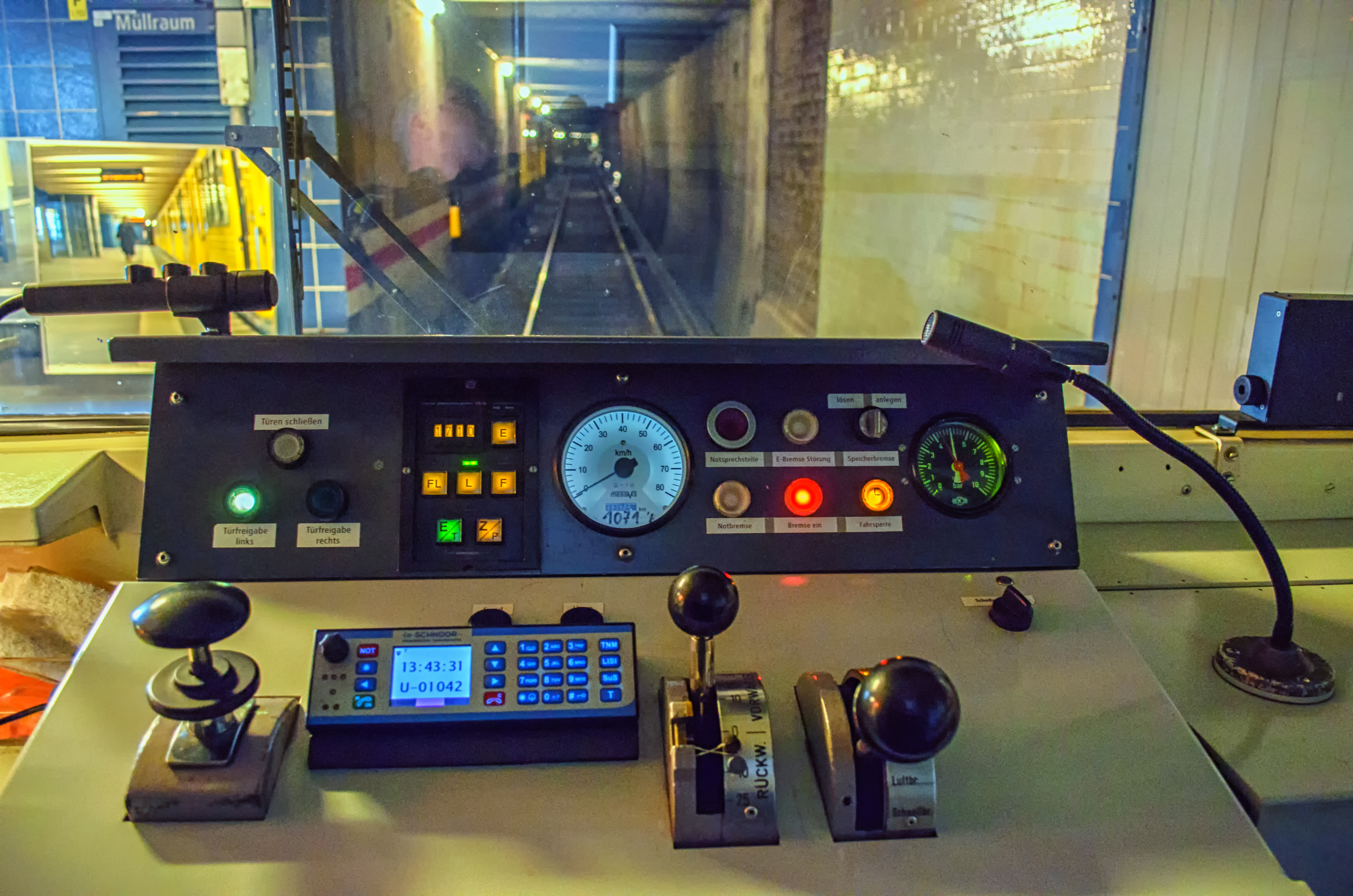
GI/1E의 운전대
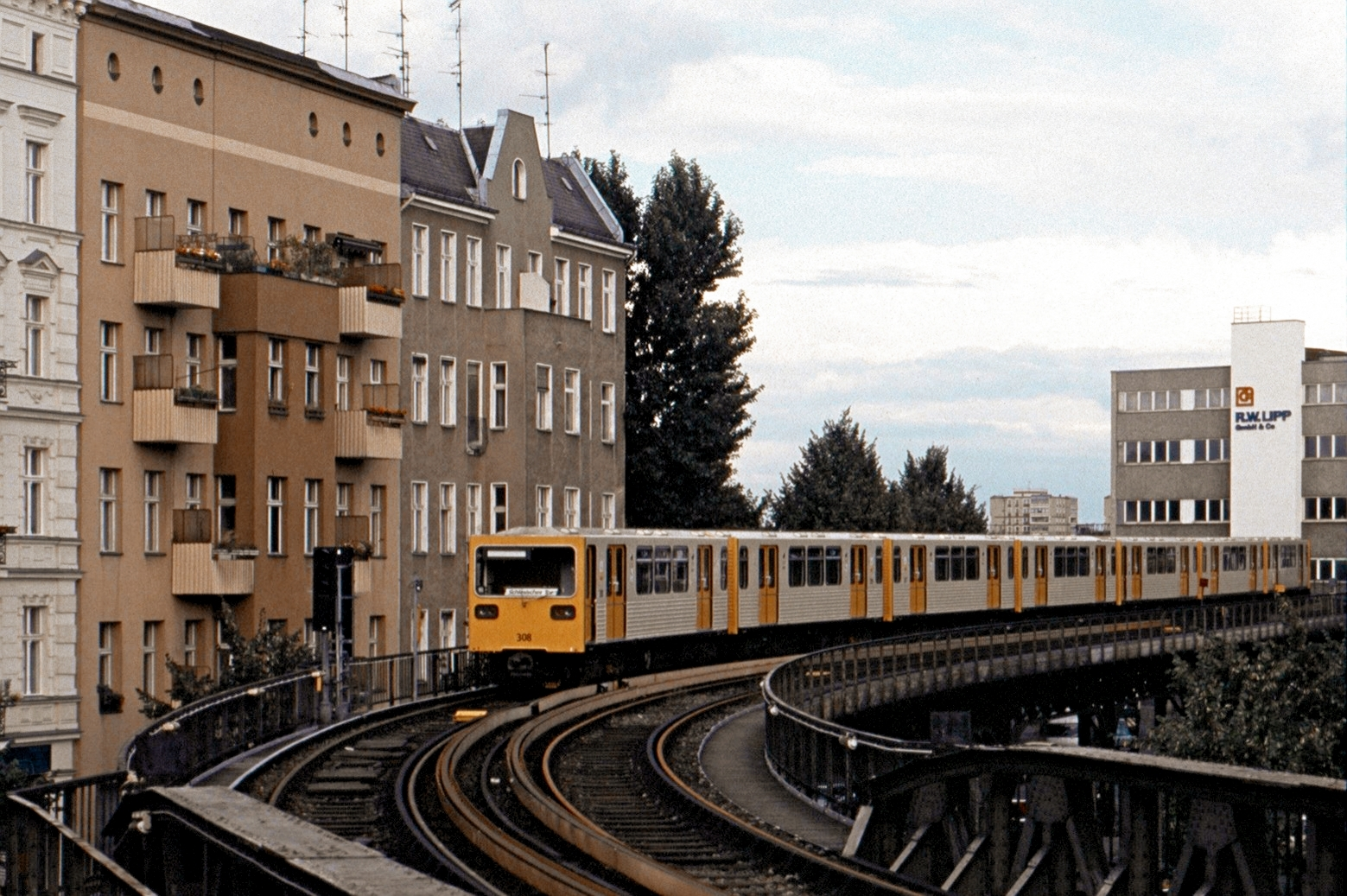
오버바움슈트라세 위를 지나는 고가 철도교 위에 있는 GI/1 전동차, 1993년
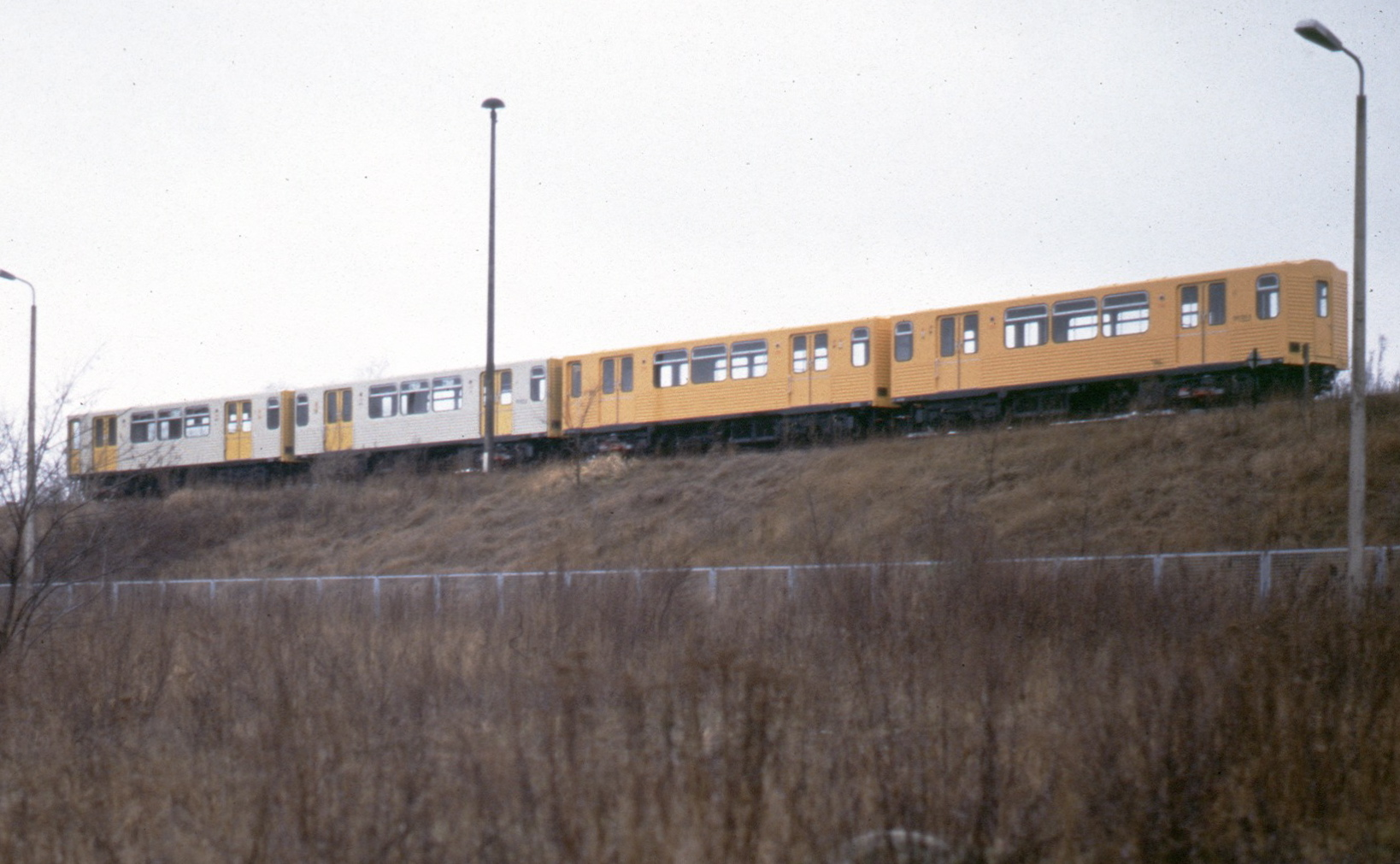
불레탈역 반입선에 있는 동독과 서독 도색 열차, 1991년
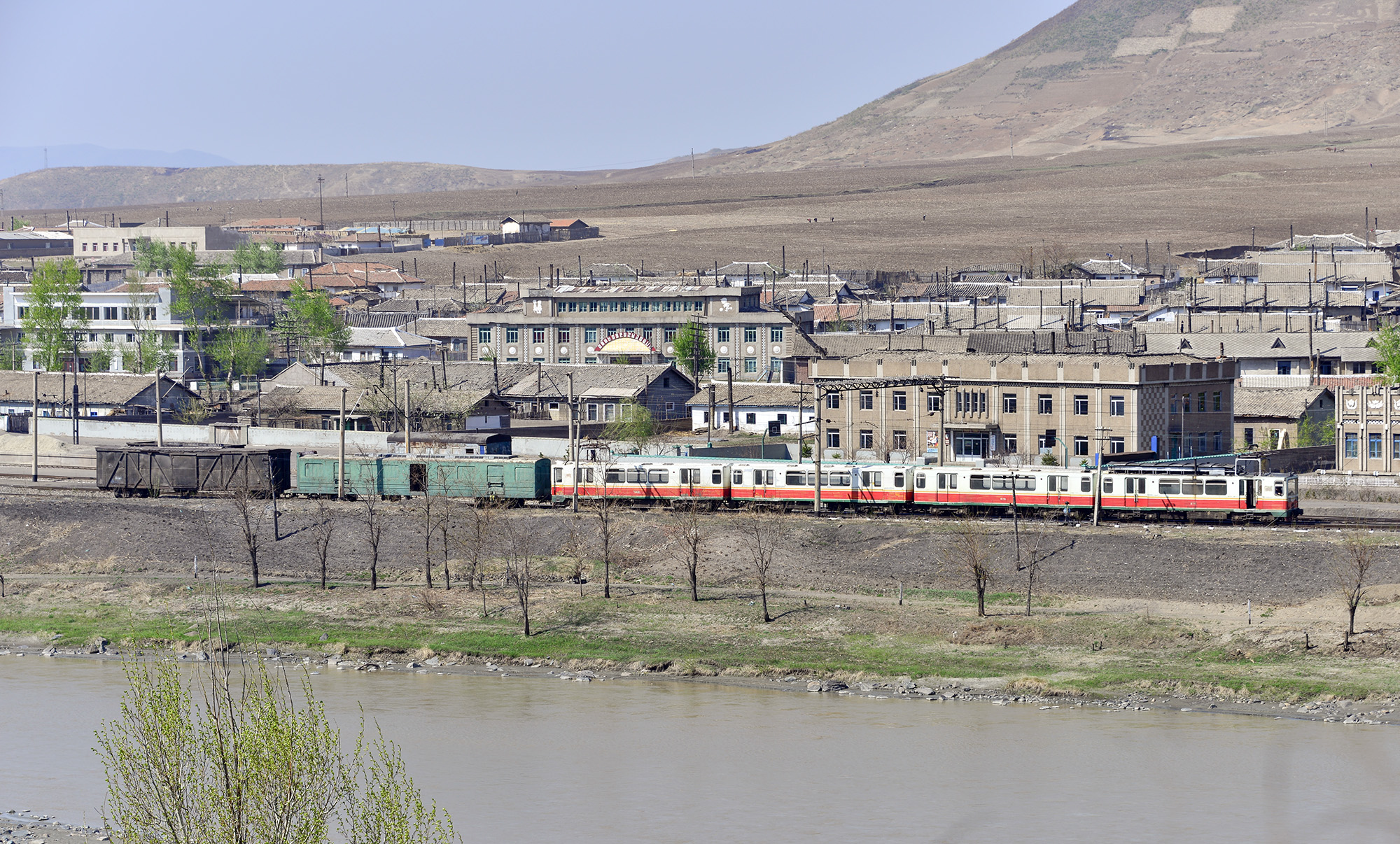
함북선 삼봉역을 지나는 GI 전동차, 2014년

## 참고 문헌
- Hans-Joachim Hütter: Die U-Bahnwagen des Typs G I. In: Verkehrsgeschichtliche Blätter. Heft 5, 1979, S. 65–71.